# Charles Sealsfield
Charles Sealsfield, egentligen Carl Anton Postl, född den 3 mars 1793 i byn Poppiz nära Znaim, Mähren, Kejsardömet Österrike, död den 26 maj 1864 i Solothurn, var en österrikisk-amerikansk författare.
Sealsfield inträdde 1813 som novis i ett kloster i Prag samt prästvigdes sedan och blev sin ordens sekreterare, men flydde 1823 till Amerika och ändrade namn. De följande åren tillbragte han dels på resor, dels i New York, Paris och London, som korrespondent till amerikanska tidningar. 1827 utgav han Die vereinigten Staaten von Nordamerika (2 band), en utförlig, välskriven skildring av Förenta staternas politiska, religiösa och sällskapliga förhållanden. Den anonyma, hänsynslöst uppriktiga skildringen av hans fädernesland, Austria as it is (1828; fransk översättning samma år), väckte ovanligt stort uppseende. Romanen Tokeah or the white rose utgör en skildring av livet i Texas och Nordamerikas sydvästra stater, i tysk omarbetning kallad Der Legitime und die Republikaner (1832; "Den legitime och republikanerne", 1835), och ett ovanligt bifall rönte likaledes följande arbeten, i vilka han skildrade det amerikanska livet, Transatlantische Reiseskizzen (1834), Der Virey und die Aristokraten (1835), skildrande Mexiko 1811, Lebensbilder aus beiden Hemisphären (1835–1837), Deutsch-amerikanische Wahlverwandtschaften (1839–1840), Kajutenbuch oder nationale Charakteristiken (1841) och Süden und Norden (1842–1843). Flertalet av dessa är översatta till engelska. Sealsfield hade 1832 upphört med sin verksamhet som korrespondent och ägnat sig åt vittert författarskap, som till ungefär 1848 var både bemärkt och inbringande, men sedermera, delvis på grund av otillfredsställande förläggarförhållanden, mattades och upphörde. I sin exotiska romantik påverkad både av Scott och Cooper, var Sealsfield likväl snarare en samhälleligt intresserad skildrare än en fantasifull berättare; huvudvikten läggs alltid på att ge en bred social och folkpsykologisk grundval. Hans betydelse är att dels ha givit den tyska litteraturen ett initiativ i denna historisk-exotiska riktning, dels ha träffande tecknat en hel del typer från 1820- och 1830-talens Amerika. Väl vidlyftiga resonemang och alltför maniererad, kosmopolitisk stil kan anmärkas som brister i hans framställning.